# بوستنورد سفرايج
بوستنورد سفرايج (سابقا بوستن أيه بي) هو اسم السويدية الخدمة البريدية. كلمة «بوستن» يعني «بوست» أو «البريد» في السويدية. في عام 2009 اندمجت مع الدنماركية ما يعادلها، بعد بريد دنمارك ايه اس، تشكيل بوستنورد أيه بي، شركة قابضة مملوكة من قبل الحكوماتالسويدية (60%) والدنماركية (40%). العلامة التجارية إلى بوستنورد لكل من البريد والخدمات اللوجستية الانقسامات أجريت في عام 2015.

## روابط خارجية
- Posten.se - موقع البريد الرسمي